# الضبة (تعز)
الضبة هي إحدى قرى الجمهورية اليمنية. وهي تتبع جغرافيًا لمحافظة تعز. وإداريًا لمديرية الصلو. يبلغ تعداد سكانها 5113 نسمة حسب الإحصاء الذي جرى عام 2004.